# Amryl Johnson
Amryl Johnson (sinh 6 tháng 4 năm 1944 – mất 1 tháng 2 năm 2001) là một nhà văn sinh ra ở Trinidad, người đã sống phần lớn cuộc đời của mình ở Anh.

## Đời sống
Johnson sinh ra ở Tunapuna, Trinidad và chuyển đến Anh khi bà 11 tuổi. Bà theo học trung học ở London và tiếp tục học văn học Anh, Châu Phi và Caribê tại Đại học Kent. Phần lớn công việc của bà liên quan đến bản chất cộng đồng của cuộc sống và sự thù địch mà bà phải đối mặt ở Anh . Trong một thời gian, bà đã giảng dạy tại Đại học Warwick nhưng thường hỗ trợ bản thân bằng cách viết láchvà biểu diễn. Vào cuối những năm 1980, bà định cư tại thành phố Coventry.
Tác phẩm của cô được đưa vào một số tuyển tập, bao gồm News for Babylon: The Hayo Book of Westindian-British Thơ (1984), Let It Be Told: Essays by Black Women in Britain (1987), Watchers & Seeker: Creative Writing by Black Women in Anh (1987), Delighting the Heart (1989), Creation Fire: CAFRA Anthology of Caribbean Women Thơ (1990), Take Reality by Sur ngạc nhiên (1991), Daughters of Africa (1992) và KHÁC: Thơ Anh và Ailen từ năm 1970 (1999).

## Tác phẩm được chọn
- Xiềng xích, thơ (1983) - Con đường dài đến hư không, thơ ca (Virago, 1985) 
- Chữ viết cho một Hemled Hem, viết du lịch (Virago, 1988)  - Máu và rượu, ghi âm (Cofa Press, 1991) 
- Gorgons, thơ ca (Báo chí Cofa, 1992)  - Bước đi nhẹ nhàng trên thiên đường (Báo chí Cofa) 
- Gọi, thơ (2000) 